# Kok (bakterie)
 For alternative betydninger, se Kok (flertydig). (Se også artikler, som begynder med Kok)
Kokker eller Coccer (af oldgræsk: κόκκος — «kerne, korn») kalder man kugleformede eller cirkulære bakterier. Dette kan f.eks. være en streptokok eller en stafylokok.
| Naturvidenskab | Spire Denne naturvidenskabsartikel er en spire som bør udbygges. Du er velkommen til at hjælpe Wikipedia ved at udvide den. |